# Медведа (река, впадает в Ракитинское озеро)
Медведа — река в России, протекает по Хвойнинскому району Новгородской области и по границе с Любытинским районом Новгородской области. Река вытекает из озера Нижнее и впадает в озеро Ракитинское, исток реки Песь. Длина реки составляет 45 км, площадь водосборного бассейна — 440 км².
В 13 км по правому берегу в Медведу впадает Рыбина. В 3 км по правому берегу в Медведу впадает Сомина.
Река протекает через село Анциферово.

## Данные водного реестра
По данным государственного водного реестра России относится к Верхневолжскому бассейновому округу, водохозяйственный участок реки — Молога от истока и до устья, речной подбассейн реки — Реки бассейна Рыбинского водохранилища. Речной бассейн реки — (Верхняя) Волга до Куйбышевского водохранилища (без бассейна Оки).
Код объекта в государственном водном реестре — 08010200112110000007068.

## Топографические карты
- Лист карты O-36-33. Масштаб: 1 : 100 000. Указать дату выпуска/состояния местности.
- Лист карты O-36-32. Масштаб: 1 : 100 000. Указать дату выпуска/состояния местности.
- Лист карты O-36-44 Шереховичи. Масштаб: 1 : 100 000. Состояние местности на 1968 год. Издание 1972 г.
- Лист карты O-36-45. Масштаб: 1 : 100 000. Указать дату выпуска/состояния местности.